# Агенор (сын Плеврона)
Агенор (др.-греч. Ἀγήνωρ «мужественный») — в греческой мифологии сын Плеврона и Ксантиппы. Его женой была его двоюродная сестра Эпикаста, дочь Калидона, детьми — Порфаон и Демоника. Павсаний называет сыном Агенора и Фестия, отца Леды, автор схолиев к «Финикиянкам» Еврипида — аргивянина Талая. 
Согласно Псевдо-Гигину, Агенором звали одного из дядей Мелеагра, убитых этим героем после Калидонской охоты (таким образом, здесь Агенор — сын Фестия).